# Temple protestant Saint-Jean de Belfort
Le temple protestant Saint-Jean de Belfort est un lieu de culte luthérien inauguré en 1877 et situé 1 rue Kléber à Belfort. La paroisse est membre de l'Église protestante unie de France.

## Histoire
Avant la construction de temple, les protestants de Belfort dépendent de l'église luthérienne Saint-Christophe de Héricourt, ancienne église catholique passée au protestantisme en 1562. En 1850, un petit oratoire est aménagé à Belfort par César de Waldner de Freundstein, receveur particulier des finances, dans l'ancien pavillon de chasse du général Jean-Baptiste Kléber. L'inauguration a lieu le 7 janvier 1855. C'est aujourd'hui une partie de la maison presbytéral, avec la salle Kléber.
Après la Guerre franco-allemande de 1870, le traité de Francfort attribue l'Alsace-Lorraine à la Prusse. Le territoire de Belfort, qui avait résisté à l'invasion allemande, se sépare du Haut-Rhin et devient un nouveau département français. De nombreux protestants alsaciens fuient l'Alsace et s'établissent à Belfort. La communauté passe de 137 fidèles en 1866 à 650 en 1872.
Le temple Saint-Jean est inauguré le 10 mai 1877. En décembre 1984 est inauguré un orgue construit par le facteur d'orgues Marc Garnier de Morteau, avec 24 jeux et buffet polychrome de style nord allemand,,.

## Architecture
Les plans sont dressés par l'architecte départemental M. Cordier, corrigés et suivis par M. Jundt, ingénieur des Ponts et Chaussées et conseiller presbytéral. La façade est formée d'un clocher flèche. Sur le portail s'ouvre une Bible, symbole caractéristique des temples protestants, portant l’inscription « Sainte Bible, ta parole est la vérité et elle ne passera pas ». Les fenêtres, trois de chaque côté de la nef, sont garnies de verre coloré.
Sous le buffet de l'orgue est peint « Soli deo gloria », « A Dieu seul la gloire » en latin, un des Cinq solas de la Réforme protestante.